# Miloslav Vejvoda
Miloslav Vejvoda (14. února 1902 Velim – 27. ledna 1980 Poříčany) byl český letecký mechanik 310. československé stíhací perutě RAF.

## Život

### Před druhou světovou válkou
Miloslav Vejvoda se narodil 14. února 1902 ve Velimi na Kolínsku. V Pečkách se vyučil strojním zámečníkem. Mezi lety 1922 a 1924 absolvoval prezenční vojenskou službu, dosáhl hodnosti četaře. Od roku 1930 do roku 1939 pracoval jako zámečník v Bulharsku.

### Druhá světová válka
Po německé okupaci v březnu 1939 se Miloslav Vejvoda do nově zřízeného Protektorátu Čechy a Morava již nevrátil. Dne 29. června 1940 byl prezentován u Československé armády v zahraničí. Ve Spojeném království se stal leteckým mechanikem 310. československé stíhací perutě. Dosáhl hodnosti majora.

### Po druhé světové válce
Po skončení druhé světové války a návratu do Československa Miloslav Vejvoda v armádní službě nepokračoval. Stal se zaměstnancem Československých státních drah a začal pracovat ve výtopně na pražském Masarykově nádraží. Zemřel 27. ledna 1980 v Poříčanech, urna s jeho popelem je uložena na hřbitově v Tismicích.

## Vyznamenání
- Československá medaile Za chrabrost před nepřítelem